# 43M Zrínyi II
Il 43M Zrínyi II, abbreviazione della dicitura completa 10.5 cm 40/43M Zrínyi II e noto altresì come Zrínyi 105, è stato un cannone d'assalto dell'Esercito regio ungherese, concepito ed entrato in servizio durante la seconda guerra mondiale.
Tra il 1940 e il 1942 lo stato maggiore dell'Esercito ungherese, stimolato dagli avvenimenti bellici in Europa, prese in considerazione l'idea di creare battaglioni d'artiglieria d'assalto (sull'esempio tedesco) e, nel corso dell'anno successivo, fu realizzato e lungamente collaudato un prototipo basato sullo scafo del carro armato medio 40M Turán I, ricostruito con una bassa casamatta ospitante un obice 40M da 105 mm. Lo Zrínyi II fu accettato in servizio nel maggio 1943 e ne furono ordinati novanta esemplari alla Weiss Manfréd Acél- és Fémművek, una delle poche in Ungheria capace di costruire simili veicoli; al contempo era iniziato il laborioso addestramento dei reparti destinati all'utilizzo del cannone d'assalto, per il quale era previsto anche il ruolo di artiglieria semovente. La produzione andò incontro a difficoltà e ritardi e fu interrotta alla fine del luglio 1944, con la distruzione della fabbrica a seguito di un bombardamento aereo: le stime sul totale di mezzi completati si aggirano su settanta esemplari. Sui campi di battaglia d'Ungheria lo Zrínyi II, relativamente moderno, dimostrò buone qualità e resistenza, pur essendo schierato in numeri troppo piccoli per poter fare la differenza. Gli ultimi esemplari combatterono nel brutale assedio di Budapest e qualche altro cannone d'assalto rifluì in Austria al seguito dell'Esercito tedesco; furono infine fatti saltare in aria dagli equipaggi man mano che i guasti li resero tutti inutilizzabili.
Un solo Zrínyi II è rimasto intatto ed è esposto al Museo dei mezzi corazzati di Kubinka in Russia.

## Storia

### Sviluppo

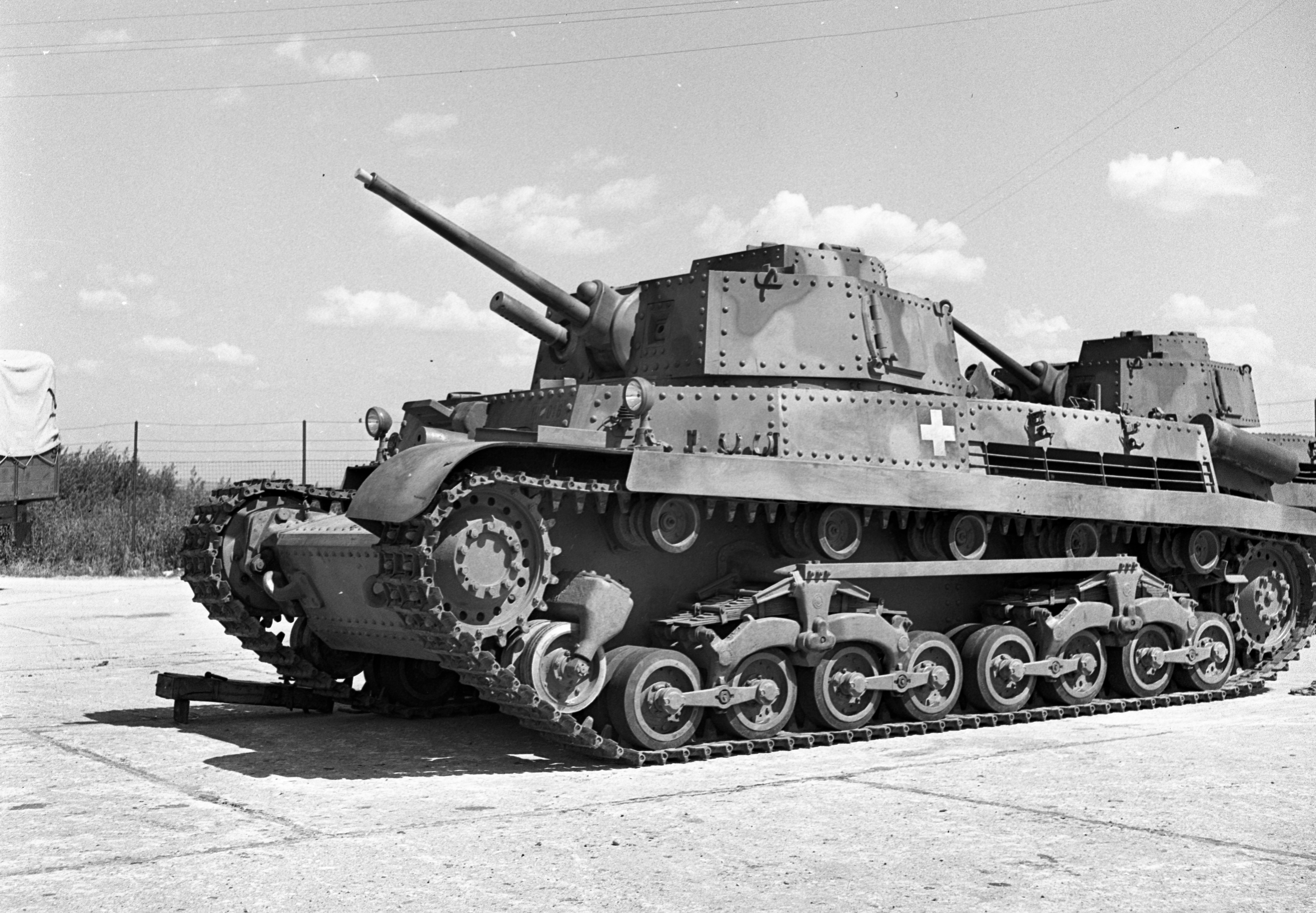
Il 40M Turán I: fu la base cingolata prescelta per l'obice d'assalto Zrínyi

Nel 1938 il Regno d'Ungheria dell'ammiraglio Miklós Horthy iniziò il processo di riarmo e di espansione delle forze armate, ridotte al minimo dal trattato del Trianon. Punto fermo delle alte sfere fu il potenziamento della produzione interna per non dover dipendere da forniture estere: nel 1940 fu così acquistato dalla Germania nazista il prototipo del carro armato medio cecoslovacco T-21, capostipite della famiglia di blindati Turán magiari. Lo stesso anno l'Istituto di tecnologia militare immise in servizio l'obice campale 40M da 105 mm come primo passo per rinnovare la dotazione d'artiglieria dell'Esercito. Gli ungheresi rimasero assai impressionati dal successo tedesco nella campagna di Francia e dall'apparizione di nuove macchine militari come i cannoni d'assalto: il 25 febbraio 1941 il comando dell'VIII Corpo d'armata, stanziato a Kassa, propose di creare un cannone d'assalto nazionale, ma il suggerimento fu rifiutato il successivo ottobre. L'idea fu nuovamente presa in considerazione nel luglio 1942, dopo circa un anno di dure operazioni militari sul fronte orientale al fianco dell'Esercito tedesco e anche, pare, in seguito all'invio di una missione militare in Italia che poté ispezionare un semovente 75/18. Il dipartimento 3/b del ministero della Guerra, forte dei rapporti pervenutigli dal fronte e delle informazioni sui veicoli tedeschi e sovietici incontrati, suggerì un piano per trasformare le artiglierie delle divisioni corazzate in mezzi semoventi cingolati, sottolineando i vantaggi possibili in fatto di mobilità; i funzionari anticiparono anche l'idea di realizzare un veicolo dotato dell'obice 40M.
La proposta accolse questa volta pareri positivi tra i componenti dello stato maggiore generale dell'esercito e, sebbene non fosse stato raggiunto un accordo sulla natura del mezzo (cannone d'assalto o semovente d'artiglieria), l'Istituto di tecnologia militare ricevette ordine di preparare un progetto dettagliato. Questo organismo lavorò assieme alla Weiss Manfréd Acél- és Fémművek di Csepel, ditta che produceva il carro armato Turán I, scelto come base semovente, e che nel settembre 1942 consegnò un simulacro in legno: in base a esso fu confermata la fattibilità della costruzione di un'artiglieria semovente e lo stesso mese fu richiesto un prototipo funzionante. Per risparmiare tempo e denaro, la Manfréd Weiss utilizzò uno dei prototipi in ferro del Turán, ne allargò lo scafo di 40 mm, rimosse torretta e sovrastruttura e vi applicò una bassa casamatta squadrata, sempre in ferro e con un'apertura frontale ove fu sistemato l'obice 40M. Il veicolo fu pronto nel dicembre 1942, con numero di registrazione H-801 e una pittura mimetica composta da giallo sabbia, marrone e verde erba; inoltre era stata saldata al muso dello scafo una lastra spessa 25 mm, per portarne lo spessore a 75 mm (uguale a quello della casamatta). Il 28 dello stesso mese ebbero inizio i collaudi presso il Centro d'addestramento dell'artiglieria a Hajmáskér, poiché era stato deciso che il nuovo blindato sarebbe ricaduto nelle competenze dell'ispettorato d'artiglieria: sussistevano, comunque, ancora dubbi sulla natura precisa del veicolo. Durante i test il prototipo fu ben giudicato e il timore che il peso superiore potesse provocare problemi si rivelò infondato. Gli unici appunti riguardarono la modesta depressione dell'obice (di cui fu richiesto l'aumento da -5° a -15°) e la necessità di aggiungere un grilletto a pedale, poiché il sistema di sparo pneumatico aveva dato prova di qualche malfunzionamento. Gli ufficiali dell'artiglieria confermarono l'utilità di un simile mezzo per la loro branca e suggerirono di impiegare munizioni fisse per incrementare il rateo di fuoco. I tecnici della Manfréd confermarono la fattibilità dei cambiamenti e i militari, soddisfatti, classificarono il prototipo come cannone d'assalto e semovente d'artiglieria.
Le prove sul campo continuarono tra il gennaio e il maggio 1943. Furono testate velocità, componenti meccaniche e apportati altri piccoli cambiamenti: il visore circolare del cannoniere, ricavato nella porzione frontale della casamatta e a sinistra del cannone, fu eliminato; l'identico visore del pilota, a destra, fu rimpiazzato da quello rettangolare tipico dei Turán I, dotato di vetro corazzato, e il conducente perse inoltre i visori sporgenti dal tetto. Il 1º maggio 1943 l'Istituto di tecnologia militare confermò che il mezzo era pronto per la produzione di massa; tuttavia l'ispettore delle truppe corazzate, maggior generale Jenő Major, si oppose a usare lo Zrínyi come cannone d'assalto, puntualizzando che la corazzatura frontale da 75 mm e il calibro dell'armamento erano insufficienti. L'ufficio 3/b mise a tacere tali rimostranze, il ministero della Guerra dette il proprio nullaosta e assegnò al veicolo la denominazione ufficiale di "10.5 cm 40/43M, obice d'assalto Zrínyi", che nell'ultimo anno di ostilità fu cambiata in "Zrínyi 105". Il nome rimandava all'eroe nazionale Nikolaus Zrínyi, fiero oppositore dei turchi caduto nel 1566 nell'assedio di Szigetvár.

### Produzione

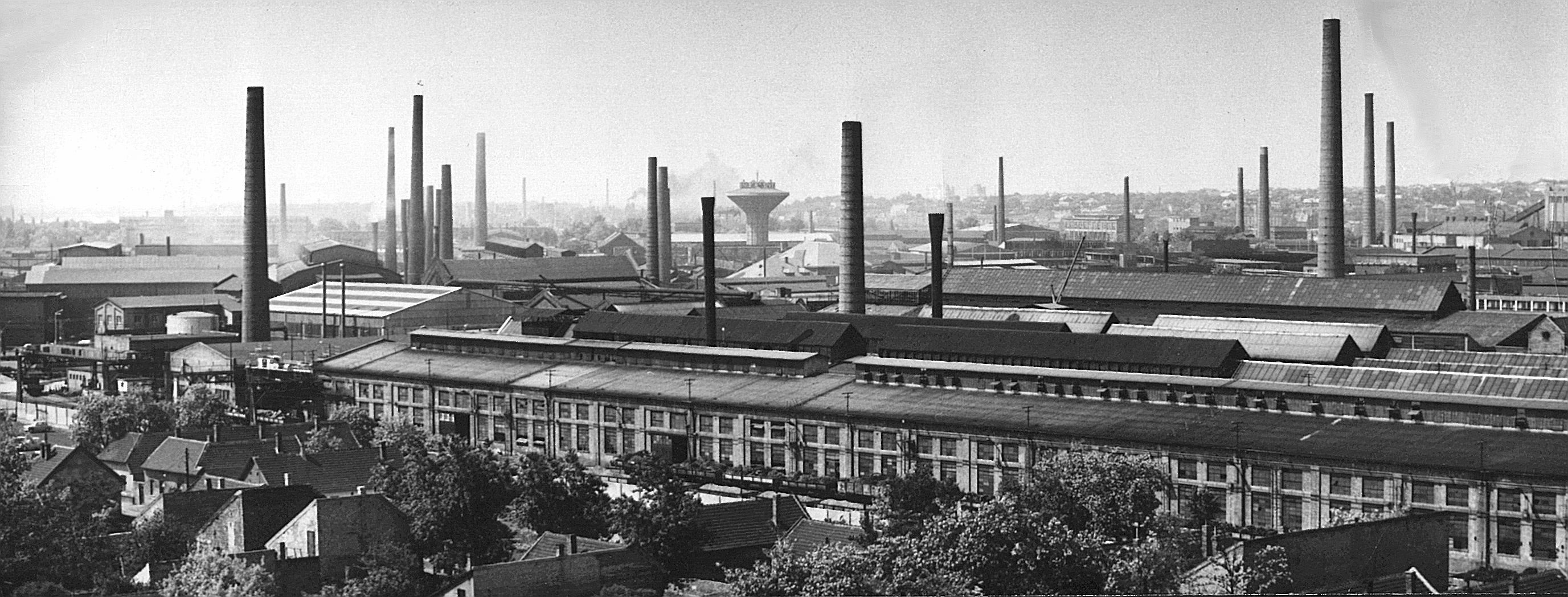
Le fabbriche Weiss Manfréd a Budapest, fornitrici del semovente e di diversi altri mezzi militari all'Esercito ungherese

Il 3 febbraio 1943 (lo storico Péter Mujzer riporta addirittura gennaio) l'Esercito, colpito dal disastro della 2ª Armata annientata nei dintorni di Stalingrado con la perdita pressoché totale della componente meccanizzata e corazzata, già aveva contattato la Weiss Manfréd per la realizzazione di quaranta unità. Gli esemplari di serie dovevano essere uguali al prototipo modificato e le officine MÁVAG Diós-Győr avrebbero fornito obice, culla, orecchioni e sistemi di puntamento. In maggio lo stato maggiore generale completò un piano di produzione e sviluppo per i mezzi corazzati di ogni tipo in accordo alle nuove unità previste; erano inclusi un cannone d'assalto/cacciacarri da 75 mm a imitazione dello Sturmgeschütz III (che fu indicato come Zrínyi I) e naturalmente il 40/43M, che divenne retroattivamente lo "Zrínyi II". Per quest'ultimo fu previsto una seconda serie di cinquanta unità nel 1945, ma problemi inattesi nella messa a punto dello Zrínyi I, legati soprattutto al pezzo, resero necessario anticipare la produzione del secondo lotto di Zrínyi II. L'ufficio 3/b contattò la Weiss Manfréd e la Ganz, che accettarono il cambio di programma e che dovevano fabbricare lo Zrínyi II fino al settembre 1944; lo Zrínyi I sarebbe subentrato subito dopo. Nell'aprile 1943 una missione militare, inviata in Germania per studiare i processi produttivi di cannoni d'assalto e artiglieria semovente, propose al ritorno in patria di comprare la licenza del Panzer IV e del connesso Sturmgeschütz IV. Seriamente valutata, l'ipotesi fu poi scartata perché implicava notevoli problemi logistici.
Alla fine del 1943 erano stati consegnati ai reparti in addestramento solo venti 40/43M, a causa di difficoltà nella catena di produzione; nel marzo 1944 la quota era cresciuta a trentaquattro unità e la prima commessa fu finalmente esaurita tra aprile e maggio. L'industria magiara si dedicò quindi a completare la seconda serie di Zrínyi II tra crescenti difficoltà, amplificate inoltre dall'occupazione tedesca del paese a marzo – il governo Horty aveva infatti intavolato trattative segrete con gli Alleati, scoperte dalla Germania. Il 27 luglio la Weiss Manfréd fu rasa al suolo da un pesante bombardamento aereo anglo-statunitense, interrompendo così la produzione degli Zrínyi II: secondo la documentazione della ditta, alla data erano stati consegnate circa venticinque unità. Solo altri sei veicoli furono assemblati dalla Ganz, dove si trovavano i depositi delle parti di ricambio e di componenti già lavorati. Il totale di mezzi costruiti dovrebbe ammontare a settanta. Un'altra fonte si basa sull'ultimo numero di matricola comunicato (3H-066) e ne deduce che, sicuramente, sessantasei cannoni d'assalto furono completati prima del disastroso bombardamento. Puntualizza altresì che i sei esemplari della Ganz furono montati nel pieno dell'assedio di Budapest, svoltosi tra la fine del 1944 e il febbraio 1945: si avrebbe dunque un totale di settantadue unità. Lo Zrínyi I rimase allo stadio sperimentale; l'unico prototipo era stato ricavato dallo Zrínyi originale, sostituendone parte della casamatta con elementi in acciaio e il diverso cannone. Lasciato nei depositi dell'arma d'artiglieria, fu ritratto in foto nel marzo 1944 ma, dopo quella data, se ne sono perse le tracce.

### Impiego operativo

#### Costituzione dei reparti

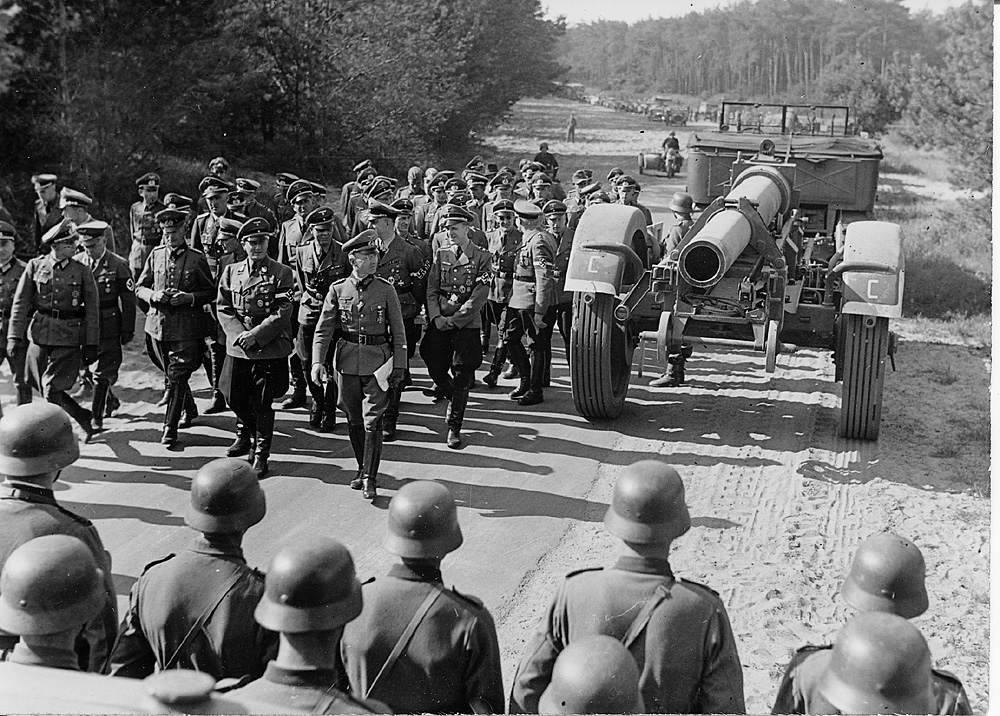
A Jüterbog i tedeschi avevano una solida scuola d'artiglieria: questo spiega perché gli ufficiali ungheresi vi furono inviati all'inizio del 1943. Nella foto un cannone pesante da.

Nel gennaio 1943 l'ispettore per l'artiglieria, il maggior generale Kálmán Ternegg, aveva distaccato il capitano József Barankay e il tenente Gömbös a Jüterbog per apprendere dai tedeschi l'organizzazione e il migliore utilizzo tattico dei cannoni d'assalto: egli puntava a creare la nuova branca dell'artiglieria d'assalto per il 1944, allo scopo di dotare le divisioni magiare di reparti mobili in grado di appoggiare la fanteria nell'ultimo tratto di un attacco (calcolato in 100 metri e lasciato scoperto dall'artiglieria campale, per non rischiare di colpire gli uomini), di dare un eventuale nuovo impeto a un assalto che si fosse arenato e di fornire inoltre fuoco indiretto. Ternegg previde la creazione di battaglioni artiglieria d'assalto: l'unità fondamentale era il plotone con tre corazzati ciascuno. Due plotoni avrebbero costituito una batteria e un battaglione al completo ne avrebbe contenute tre, per complessivi diciotto Zrínyi II. Le alte sfere approvarono questi progetti e, il 1º marzo 1943, fu creato lo scheletro della specialità al poligono di Hajmáskér: al comando del capitano Barankay si trovava una piccola forza di ventinove volontari che, per addestrarsi, ebbe due carri armati Turán e una manciata di automobili e autocarri militari. L'unico Zrínyi disponibile era il prototipo, soprannominato Szarvas ("cervo"). Con questo poco materiale Barankay iniziò la formazione dell'artiglieria d'assalto, inclusa la redazione di manuali e regolamenti, la strutturazione dei corsi e la selezione degli ufficiali migliori; dal luglio 1943 il capitano e i suoi collaboratori furono designati "Gruppo d'addestramento dell'artiglieria d'assalto". Nel frattempo lo stato maggiore generale aveva formulato un nuovo organico, secondo il quale ogni divisione di fanteria e di cavalleria avrebbe ricevuto un battaglione artiglieria d'assalto che, a imitazione della pratica tedesca, era forte di tre batterie da dieci 40/43M l'una, più un singolo Zrínyi II al comando di battaglione.

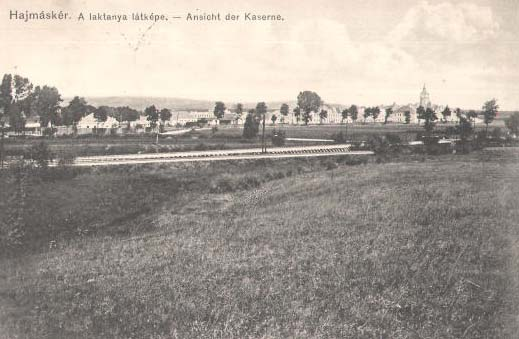
Il poligono di Hajmáskér all'inizio del XX secolo; vi si formarono i battaglioni destinati ad adoperare i 40/43M.

Tra il 18 luglio e il 31 agosto 1943 fu formato il primo gruppo di ufficiali per l'artiglieria d'assalto e, il 1º settembre, fu attivato il 1º Battaglione della specialità al comando del capitano Barankay, con un organico di 741 uomini, 120 autocarri e settanta motociclette; qualche giorno dopo arrivarono i primi tre 40/43M di serie, pur con alcune parti della corazzatura mancanti allo scopo di stringere i tempi. Barankay si occupò di amalgamare il nuovo reparto e pose enfasi sullo spirito innovativo dell'artiglieria d'assalto, selezionando personalmente gli elementi più idonei. Il 1º Battaglione artiglieria d'assalto cedette progressivamente i dieci carri armati leggeri 38M Toldi e i dieci medi 41M Turán II, usati in sostituzione dei semoventi, a sette gruppi d'addestramento formati il 1º ottobre nel "Gruppo d'addestramento dell'artiglieria d'assalto", numerati da 2 a 8 e dotati a testa di tre Toldi e due Turán: il loro utilizzo era obbligato dal lento ritmo di produzione dei cannoni d'assalto. Nell'aprile 1944 il 1º Battaglione raggiunse finalmente il pieno organico di trentuno Zrínyi e fu assegnato alla 6ª Divisione fanteria, mantenendo la sua designazione; il 7º, 10º, 13º, 16º, 20º, 24º e 25º Battaglione, attivati nei giorni successivi dai gruppi d'addestramento, adottarono invece il numero della divisione d'appartenenza: ognuno ebbe un solo Zrínyi. Una prevista dimostrazione combinata di artiglieria d'assalto e fanteria, stabilita per il 22 marzo 1944 alla presenza delle massime cariche militari e dell'ammiraglio Horty, fu sospesa a causa dell'occupazione tedesca e fu effettuata il 26 maggio, ma unicamente da una sola batteria. Intanto la situazione strategica sul fronte orientale era decisamente peggiorata per l'Asse e lo stato maggiore, visto che la Manfréd Weiss non riusciva a consegnare abbastanza Zrínyi II, trovò opportuno inviare a Magdeburgo un gruppo di ufficiali, meccanici e conducenti del 10º Battaglione, condotti dal comandante (capitano Doóry). Qui completarono un corso bimestrale su tattiche d'impiego dei cannoni d'assalto e studio dei principali veicoli tedeschi della categoria, che sarebbero stati forniti ai battaglioni d'assalto di nuova costituzione. In maggio questi battaglioni ebbero ciascuno un proprio quartier generale, dove proseguire la formazione e ricevere i cannoni d'assalto nazionali della seconda serie per intraprendere, intanto, un addestramento realistico. A fine giugno un altro battaglione inviò suoi effettivi a Magdeburgo: furono però rimpatriati subito dopo l'attentato a Hitler del 20 luglio 1944.

#### In battaglia
Il 1º Battaglione artiglieria d'assalto fu destinato a rinforzare la 1ª Armata, dispiegata nella Galizia centro-meridionale, all'inizio dell'aprile 1944: il capitano Barankay partì il 12 con due sole batterie, lasciando la numero 1, carente di mezzi, a Hajmáskér. Essa ricevette i propri veicoli a fine giugno e si ricongiunse al reparto in luglio che, il 13, perse il suo comandante in un'incursione aerea; nello stesso periodo la batteria 3 fu distaccata e posta a diretta disposizione del VI Corpo d'armata, situato a difesa degli accessi dei monti Tatra. Il 27 luglio un'offensiva sovietica, parte della più ampia operazione Bagration, ricacciò le forze tedesco-ungheresi sui Carpazi; nel corso del ripiegamento il 1º Battaglione artiglieria d'assalto perse quindici o sedici Zrínyi II e, non appena il fronte si stabilizzò, fu rimpiazzato dal 10º Battaglione artiglieria d'assalto in agosto. Esso mosse dal suo comando di Szigetvár con tutti i semoventi disponibili presso le unità sorelle e inglobando addirittura i cannoni d'assalto della batteria 3 del 1º Battaglione, pur di arrivare all'organico completo. A fine mese lo stato maggiore magiaro inviò pure il 7º Battaglione artiglieria d'assalto, equipaggiato con trentuno Sturmgeschütz III: i due reparti presero posizione nello schieramento dell'Asse sul lato occidentale dei Carpazi, in Transilvania, e qui combatterono duramente contro l'Armata Rossa e le forze rumene (passate a fianco dell'URSS dopo il colpo di Stato del 23 agosto), in particolare contendendo al nemico la cittadina di Szentes. È noto che la batteria 3/1º Battaglione entrò in azione a Nagyvárad e, generalmente, gli Zrínyi II funzionarono bene soprattutto contro la fanteria e le fortificazioni campali. Nel settembre-ottobre 1944 le unità ungheresi e tedesche combatterono svariate battaglie ritardatrici per contenere le punte avanzate sovietiche, in rapida avanzata; durante uno di questi brevi e brutali scontri nei dintorni di Turda gli obici d'assalto del 10º Battaglione, al costo di sei perdite, riuscirono a distruggere diciotto carri armati T-34 sovietici.

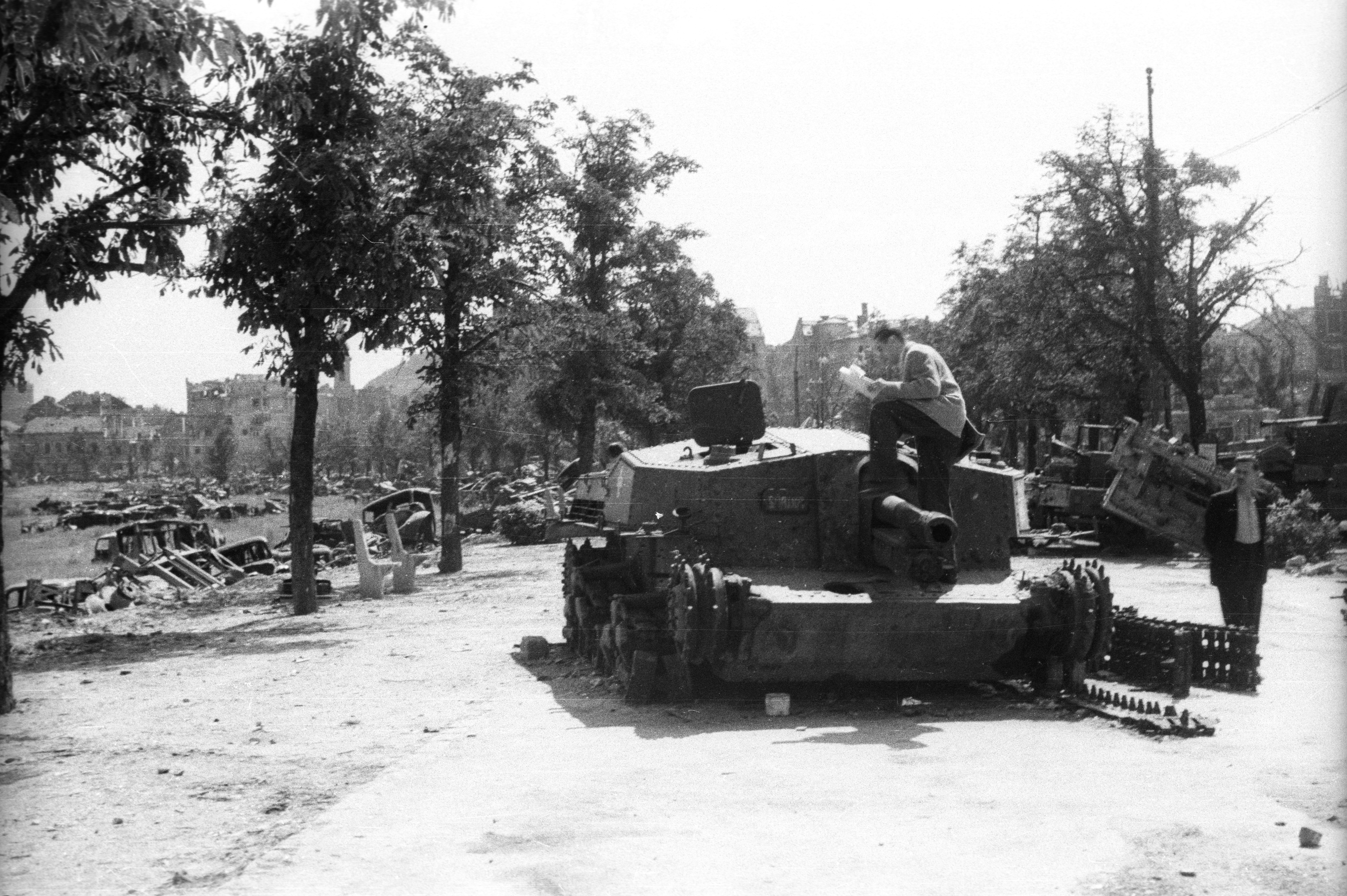
Il relitto di uno Zrínyi II nel parco Vérmező, di fronte alla stazione di Budapest Sud (aprile-maggio 1945). Si possono notare la griglia di ventilazione destra e sul tetto, sopra il visore abbassato, il ponticello protettivo per il periscopio 43M, che non è sollevato. Il mezzo era del tenente Tibor Rácz, comandante della batteria 3/1º Battaglione.

Per il novembre 1944 il gruppo d'armate tedesco-magiaro aveva abbandonato la Transilvania, la Galizia e aveva sostenuto un'abile ritirata manovrata attraverso la Grande pianura ungherese, un terreno che favorì l'impiego dei cannoni d'assalto 40/43M ancora efficienti. Il 13º, 16º e 25º Battaglione artiglieria d'assalto, rispettivamente di stanza a Csongrád, Debrecen e Kolozsvár, erano stati risucchiati nei combattimenti ancora privi della componente corazzata, eccettuati un pugno di carri armati e qualche pezzo anticarro tradizionale. Assieme al 10º e al 24º Battaglione (quest'ultimo senza veicoli) furono inviati a difesa di Budapest e qui raggiunti dall'esausto 1º Battaglione, i cui Zrínyi II superstiti erano stati concentrati nella batteria 3. Quasi tutti i Battaglioni furono sottoposti al comando del maggior generale Ernő Billnitzer, comandante del centro d'addestramento dell'artiglieria d'assalto; il 7º e il 10º Battaglione, più la batteria 3/1º Battaglione, furono assegnati ad altri comandi. Il cosiddetto "gruppo Billnitzer" fu coinvolto nei selvaggi scontri nella regione della capitale, per prevenirne l'accerchiamento, e combatté come fanteria appiedata. I Battaglioni di cannoni/obici d'assalto furono impiegati in plotoni di due o tre mezzi, inviati alla bisogna nei punti critici del fronte. A dicembre la situazione per i difensori si era fatta disperata e i Battaglioni 13º e 25º, dissanguati, furono spostati a ovest e infine inviati in Germania, allo scopo di costituire il nucleo dei battaglioni anticarro della 25. Waffen-Grenadier-Division der SS "Hunyadi" e della 26. Waffen-Grenadier-Division der SS "Hungaria". Negli ultimi giorni di dicembre l'assedio di Budapest ebbe effettivamente inizio e, in città, rimasero imbottigliati la maggior parte dei battaglioni magiari dell'artiglieria d'assalto, compresa una ventina di Zrínyi II del 1º e del 10º Battaglione. I mezzi si rivelarono preziosi nel corso dei sanguinosi combattimenti urbani, potendo tendere imboscate e distruggere i corazzati sovietici sulla breve-media distanza. Nella parte orientale della metropoli, nella grande sala da concerti Vigadó, fu allestita un'officina campale per mantenere in efficienza il più a lungo possibile gli Zrínyi II e gli altri blindati degli assediati. L'11 febbraio 1945 la vittoria sovietica era ormai certa e gli equipaggi fecero saltare in aria gli ultimi 40/43M, ormai senza più munizioni e benzina, sull'argine di fronte all'Università di Tecnologia. Un esemplare fu invece catturato dai sovietici dopo che gli ungheresi, a corto di esplosivo, non erano riusciti ad affondarlo nel Danubio.
Alla disfatta dell'Ungheria sopravvissero pochi resti dell'artiglieria d'assalto. Una manciata di Zrínyi II del 10º Battaglione, avariati nelle battaglie tra agosto e ottobre 1944, era in riparazione in officine del Transdanubio e, forse, nella stessa Hajmáskér. Furono perciò radunati e spediti in Austria nel marzo 1945, al seguito dei reparti magiari ancora integri. In ogni caso furono tutti progressivamente abbandonati per guasti o esaurimento del carburante: uno Zrínyi riuscì ad arrivare fino a Znaim, nel Protettorato di Boemia e Moravia in disfacimento, unitamente a un 40M Turán I. Due batterie, appartenenti al 16º e 24º Battaglione intrappolati a Budapest, si trovavano a Esztergom nel dicembre 1944 per ricevere una ventina dei circa 130 cacciacarri Hetzer che Berlino aveva trasferito all'Ungheria. Il 20º Battaglione artiglieria d'assalto, fuggito dalle proprie caserme di Eger, fu anch'esso dotato di Hetzer in numero di trentuno e inglobò le due batterie: questo reparto ingrossato combatté nella valle dell'Ipeľ e, nel marzo 1945, partecipò all'operazione Frühlingserwachen.
Pur ostacolato dalla scarsa produzione e dalla superiorità numerica e tecnologica della componente corazzata sovietica, il 40/43M Zrínyi II è considerato come il miglior veicolo da combattimento ungherese della seconda guerra mondiale. Il personale che guidò tali semoventi in battaglia si distinse per disciplina, combattività e determinazione. Il capitano Barankay, il capitano Vilmos Vértes e il sottufficiale Bozsóki furono insigniti della Medaglia al valore, concessa per atti di coraggio e sacrificio.

## Tecnica

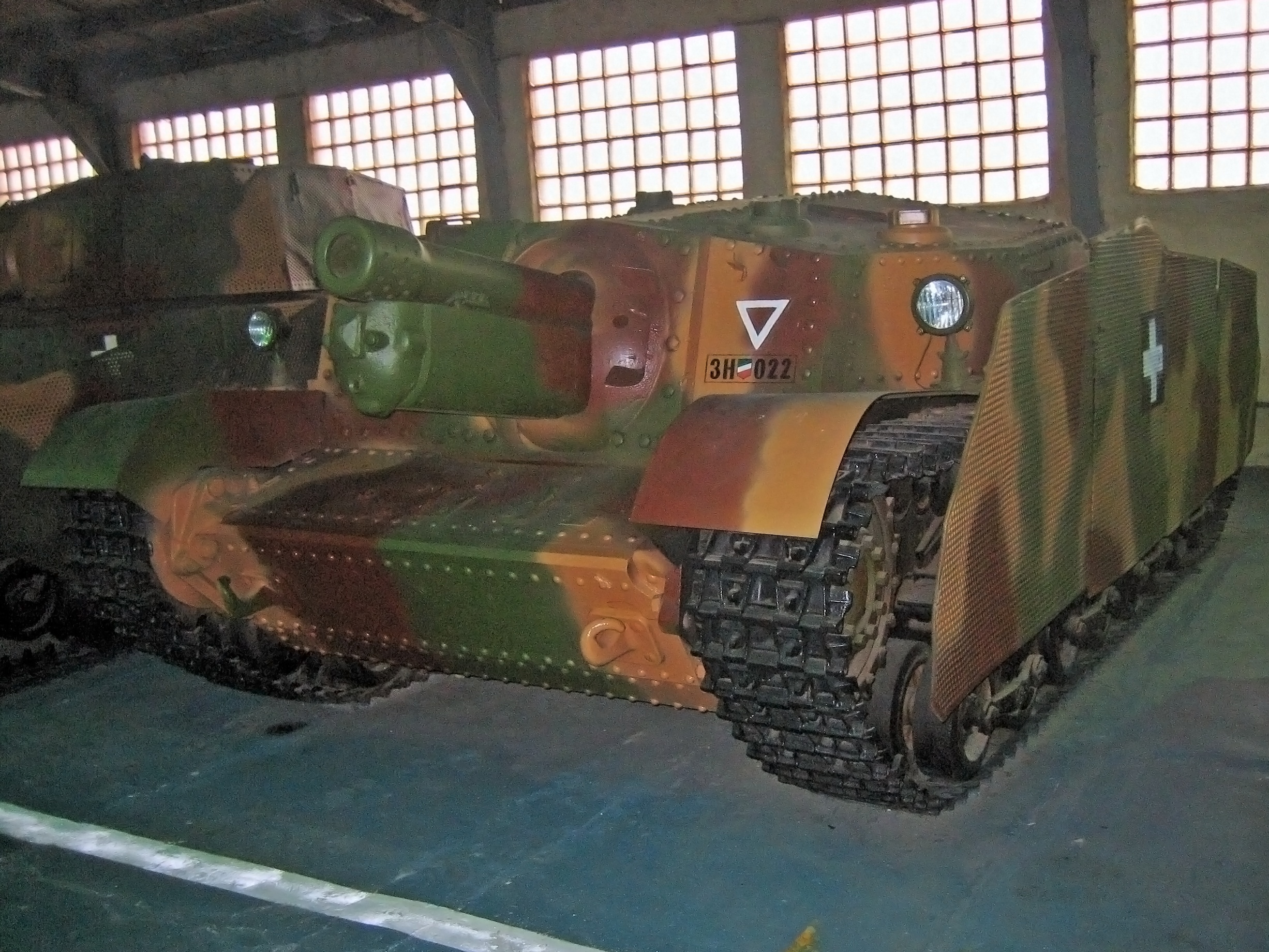
L'esemplare conservato a Kubinka, vista anteriore sinistra

L'obice d'assalto 40/43M Zrínyi II era lungo 5,90 metri fuori tutto, largo 2,89 metri e alto 1,90 metri; il peso in ordine di combattimento di 21,50 tonnellate (o 21,60 tonnellate) generava una pressione al suolo di ben 0,75 kg/cm². L'altezza relativamente contenuta era stata ottenuta con la rimozione della torretta originale e la costruzione di una casamatta composta da undici lastre corazzate, unite da rivetti e caratterizzata da un tetto spiovente (costituito da tre elementi rivettati). La corazzatura era di 75 mm sul lato frontale, di 25 mm ai fianchi e di 13 mm per il cielo, il retro e il fondo. Scafo e telaio del carro armato Turán I avevano valori simili ma, sul muso, fu necessario aggiungere una piastra da 25 mm per pareggiarne lo spessore con quello della casamatta: in corso di produzione anche questa parte fu fornita in un unico pezzo. Infine fu montato un mantelletto spesso 25 mm. Sul campo si diffuse l'abitudine di dotare i fianchi degli Zrínyi di larghe lamiere a reticolo fine, spesse 8 mm e formate da quattro pannelli; la loro funzione era minimizzare gli effetti dei fucili anticarro e dei proietti a carica cava: era il medesimo concetto alla base delle Schürzen tedesche. Con le gonnelle protettive, progettate dall'Istituto di tecnologia militare, i semoventi incrementavano il peso a 22,50 tonnellate. Abbastanza frequente fu, inoltre, l'aggiunta di pezzi di cingolo sul fronte e sui lati della casamatta, sulla quale erano opportunamente saldati dei ganci. Sin dalla progettazione, invece, era stata prevista la possibilità di fissare cingoli di scorta alla corazzatura tra il muso e la casamatta, facendo uso di una semplice barra inchiavardata.
Il semovente conservava le altre parti del carro armato. Nel vano posteriore si trovava l'apparato motore, un Manfréd-Weiss da 8 cilindri a V, con una cilindrata di 14886 cm³ ed erogante 260 hp a 2200 giri al minuto. Grazie all'allargamento dello scafo la capacità dei serbatoi era aumentata da 265 a 445 litri di benzina. La scatola del cambio era sistemata dietro al motore insieme alla trasmissione, visto che la trazione del blindato era posteriore; erano disponibili sei marce avanti e sei retromarce. Il raffreddamento del propulsore avveniva grazie a una presa d'aria superiore corazzata, spostata sulla destra dell'ampio pianale dello scafo, e a due altre griglie ai lati della sovrastruttura posteriore; sopra la parte terminale di queste erano state sistemate due marmitte, una per lato. La manutenzione era possibile grazie a un totale di cinque portelli vincolati a cardini, distribuiti sull'intera copertura del vano motore, oppure tramite una porta ricavata nella paratia di ferro che separava il vano dalla camera di combattimento; una scatola degli attrezzi era inoltre fissata al lato sinistro del retro dello scafo, assieme a una ruota di scorta. La potenza arrivava alle ruote motrici posteriori che muovevano cingoli in acciaio larghi 420 mm, con maglie unite a secco che disponevano di guide a dente centrali, atte a evitare lo scingolamento. Il treno d'appoggio era formato da otto doppie ruote portanti dal bordo gommato, riunite a due a due mediante elementi orizzontali con perno; ognuna delle coppie era quindi vincolata a un braccio ricurvo che, libero di oscillare attorno ad un perno, era assicurato all'estremità di un longherone inchiavardato al fianco dello scafo: in corrispondenza della giuntura tra questa intelaiatura e ogni coppia di bracci (formanti un carrello) era inserita una sospensione a balestra. Infine erano presenti cinque doppi rulli superiori, una doppia ruota di rinvio anteriore dentata e una nona ruota d'appoggio posta davanti alle altre. Quest'ultima, che serviva da paraurti, aveva battistrada in alluminio ed era vincolata a un proprio ammortizzatore. Una piccozza e un grosso martello, di solito utilizzati per rimuovere fango e detriti dal treno di rotolamento, più un badile e un piede di porco erano fissati sul lato sinistro della casamatta. Sul fianco opposto era ripiegato su alcuni supporti un cavo da traino in acciaio, lungo 8 metri.
L'unica arma dello Zrínyi II era un obice 40/43M da 105 mm lungo 20,5 calibri e con un peculiare freno di bocca traforato, sviluppato all'uopo dalla MÁVAG Diós-Győr; era sistemato su un affusto a sperone, fissato al centro della casamatta. La parte inferiore era saldamente unita al veicolo e al sistema di mira 10,5 cm 42M per il fuoco diretto, mentre la sezione superiore accoglieva la canna e la culla che, collegate allo sperone, potevano essere brandeggiate a destra e a sinistra (22° in totale). L'affustino superiore era solidale al meccanismo di alzo 10,5 cm 43M, che consentiva all'obice di coprire l'arco che andava da -5° a +25° (una depressione di -15°, richiesta in fase di collaudo, fu alla fine esclusa per contenere al massimo l'altezza del veicolo). Era inoltre stato mantenuto un semplice e utile accorgimento per facilitare il puntamento dell'arma che, spesso, richiedeva la rotazione dell'intero veicolo. Il conducente e il comandante disponevano ciascuno di un indicatore simile a un orologio, entrambi connessi al visore del comandante: se il visore era parallelo alla direzione del semovente, l'indicatore segnava le 12, altrimenti la lancetta si spostava in accordo alla direzione nella quale stava guardando il comandante. L'obice utilizzava una granata a frammentazione da 15,05 chili, capace di raggiungere una velocità alla volata di 471 m/s, e una ad alto esplosivo dal peso di 17 chili, con una velocità alla volata di 444 m/s. Il rateo di fuoco tipico era di sei colpi al minuto, dato che le munizioni erano tutte a carica separata, e le operazioni di puntamento erano facilitate da una zavorra collegata a un meccanismo a molla, a sua volta unito all'orecchione destro e all'affustino: abbassando l'obice la molla si comprimeva e rallentava la depressione, mentre in elevazione essa era rilasciata. Da regolamento la riservetta ammontava a cinquantadue granate, ripartite in trenta ad alto esplosivo, sedici perforanti e sei fumogene, ma sul campo erano caricati fino a novanta proietti. Per un fuoco indiretto preciso era disponibile anche un mirino 8/14M che, sul prototipo, veniva sporto alla bisogna dal portello del cannoniere; sui mezzi di serie, invece, il congegno era sollevato attraverso una stretta apertura ricavata davanti al portello ed era impiegato in sincrono con il mirino 43M. In ogni caso le azioni di fuoco indiretto furono più l'eccezione, che la regola. Al momento dello sparo l'obice rinculava all'interno della casamatta di 1 metro e lasciava esposto solo il freno di bocca, quindi era riportato in batteria dal recuperatore situato nell'affusto; di conseguenza gli ungheresi costruirono uno speciale scudo per proteggere i due membri dell'equipaggio seduti dietro al pezzo. Lo scudo era richiudibile quando si era in marcia e ciò garantiva un discreto spazio interno, sufficiente per caricare una mitragliatrice leggera, due mitra Danuvia 39M, una pistola per lanciare bengala e paio di bombe a mano. In ultimo, tra la scatola degli attrezzi e la ruota di scorta, era presente una mezza dozzina di dispensatori di candele fumogene.

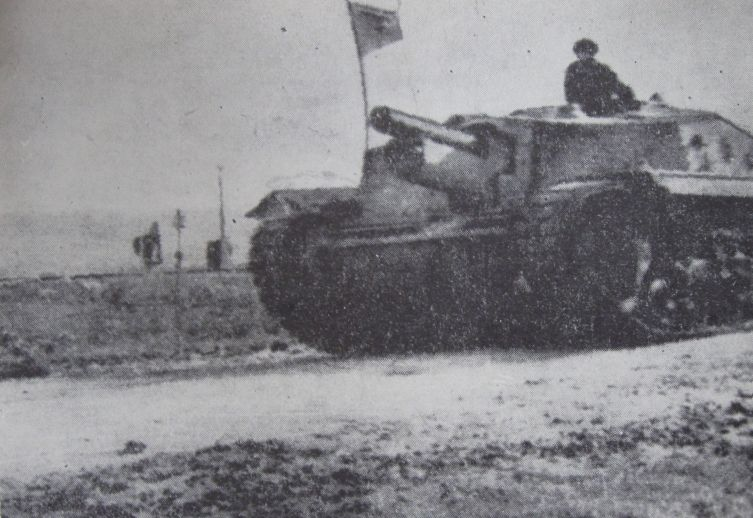
Nell'autunno 1944 i romeni riuscirono a catturare e riutilizzare uno Zrínyi ungherese

L'equipaggio era di quattro uomini e comunicava per mezzo di cuffie e intercom: il cannoniere a sinistra dell'obice, il conducente a destra dell'obice, il caricatore alle sue spalle e infine il comandante, che sedeva dietro la culatta. Per accedere al mezzo, cannoniere e conducente passavano ciascuno dal portello personale, situati sul tetto e abbattibili verso il retro. Comandante e caricatore entravano invece da un portellone a doppia anta che si apriva nella lastra posteriore inclinata della casamatta; il primo conduceva spesso il mezzo seduto sul bordo del portellone aperto, cosa che accadeva anche in battaglia. Nel pavimento fu aggiunta una botola d'emergenza per abbandonare il veicolo. Il pilota disponeva di un seggiolino regolabile e guidava per mezzo del sistema frizione-freno assieme a due leve direzionali (una per ogni cingolo), che permetteva sia di descrivere curve, sia di ruotare da fermi, generando però notevoli sollecitazioni meccaniche sui cingoli: il diametro di sterzata minimo era di 12 metri. In corrispondenza della postazione del pilota, nella corazzatura frontale era stata praticata un'apertura rettangolare per accogliere un visore 41M, costituito da una lastra di blindovetro e da un cuneo rettangolare con una sottile feritoia intagliata, abbattibile dall'interno. Dal quinto esemplare di serie il visore fu cambiato con il modello 43M, piazzato 10 cm più in alto e senza feritoia. Sul prototipo il pilota aveva anche due episcopi racchiusi in un'incamiciatura corazzata, ma furono presto eliminati e sostituiti da una specie di periscopio con vetro infrangibile, detto 43M e collocato al di sopra del visore e davanti al portello di accesso, dove fu inchiavardato un ponticello squadrato protettivo. Il cannoniere aveva un seggiolino regolabile e usufruiva di due episcopi, oltre ai congegni di mira dell'obice; fu perciò eliminata l'apertura rotonda tipica del primo Zrínyi: dapprima fu tappata da un pezzo d'acciaio sagomato, poi la produzione delle lastre corazzate la omise del tutto. Ogni esemplare era dotato di una radio R-5/a, collocata nell'angolo posteriore destro della camera di combattimento; in corrispondenza, sul tetto, era presente l'attacco per l'antenna a stilo. L'uso dell'apparecchio era di competenza del comandante e del caricatore.
Lo Zrínyi II raggiungeva una velocità massima su strada, e in assetto da combattimento, di 43 km/h; con le lamiere montate la velocità scendeva a 40 km/h. Con un pieno completo l'autonomia su asfalto arrivava a 220 chilometri o, secondo Bonhardt, a 280 chilometri. Le fonti non riportano dati relativi alle prestazioni fuoristrada. Il veicolo poteva affrontare agevolmente gradini alti 0,80 metri e fossati o trincee larghe fino a 2,20 metri, oltre a poter guadare tratti di acqua profondi fino a 0,90 metri.

## Versioni
Sono poche le notizie su conversioni sperimentali effettuate sul cannone d'assalto. Tra la fine del 1943 e l'inizio del 1944 l'Istituto di tecnologia militare smontò uno dei Nebelwerfer 41 avuti dalla Germania e saldò le sei bocche da fuoco tre a tre; i due terzetti furono quindi montati ai lati posteriori dello scafo. L'intento era quello di ottenere un vettore capace di annientare un'intera batteria di pezzi anticarro prima che i semoventi arrivassero a tiro; nei collaudi la gittata massima variò considerevolmente da 2 000 a 7 000 metri. Il veicolo rimase allo stadio sperimentale.
Verso la fine della guerra gli ungheresi avevano ideato un sistema lanciarazzi anticarro detto 44M Buzogány. Un apparato fu piazzato su un esemplare di 40/43M: rimangono ignoti tuttavia data dell'intervento, risultati della conversione e destino del prototipo.

## Altri utilizzatori
- Unione Sovietica

Nel corso delle operazioni in Galizia, Romania e lungo i Carpazi, la 18ª Armata sovietica aveva catturato una discreta quantità di materiale ungherese e, pertanto, aveva creato un battaglione specifico per rimettere in sesto i veicoli e riutilizzarli, composto da tre compagnie, una compagnia comando e unità di supporto. Alla fine dell'ottobre 1944 il reparto aveva, tra i vari blindati, anche tre 40/43M Zrínyi II; tuttavia quattro mezzi risultavano non operabili e furono lasciati alla base allestita presso Užhorod, mentre gli Zrínyi II e alcuni Turán furono trasferiti alla 5ª Brigata carri della Guardia, che li gettò in battaglia nell'area di Liptovský Trnovec (14 novembre 1944). Il battaglione provvide a inviare alla 5ª Brigata carri il restante equipaggiamento ungherese nelle settimane successive: al 1º gennaio 1945 la brigata segnalava un obice d'assalto ancora funzionante. I sovietici ne apprezzarono la manovrabilità e le misure relativamente contenute, ma ne criticarono la vulnerabilità a pressoché tutte le armi anticarro in dotazione all'Armata Rossa (esclusi i pezzi da 37 mm).
- Romania

L'Esercito rumeno affiancò l'Armata Rossa nelle campagne invernali del 1944-1945 in Romania e Ungheria. A settembre od ottobre 1944, in Transilvania, i romeni riuscirono a impadronirsi di un singolo Zrínyi II, abbandonato dall'equipaggio ma in buone condizioni: il cannone d'assalto fu adoperato per un periodo di tempo limitato e, prima della fine dell'anno, i sovietici lo requisirono.

## Esemplari esistenti
Sopravvive un unico semovente 43M Zrínyi II, in esposizione al Museo dei mezzi corazzati di Kubinka, vicino alla capitale Mosca. Si tratta probabilmente di uno dei veicoli del 1º Battaglione artiglieria d'assalto, sebbene non sia dato sapere se sia uno degli esemplari catturati dai sovietici a Budapest oppure quello dei romeni. Conserva ancora il nome di battaglia, Írenke.